# Funzione di test

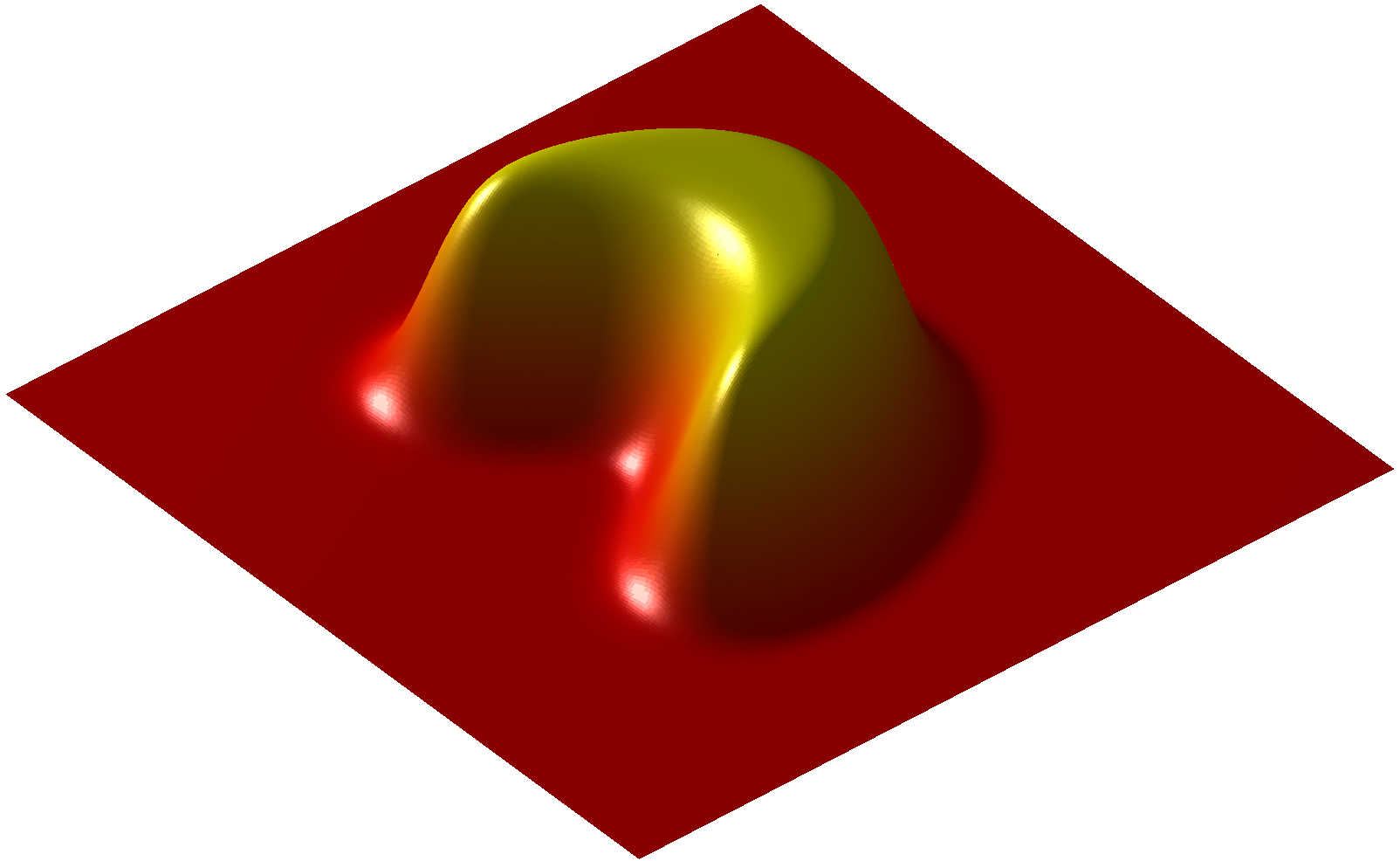
Una bump function in più variabili

In matematica una funzione di test o funzione bump è una funzione di variabile reale a valori reali liscia, a supporto compatto e definita sullo spazio euclideo. Si tratta di una classe di funzioni di particolare importanza in quanto permette di definire lo spazio delle distribuzioni, il duale dello spazio delle funzioni di test.
Una funzione di test di particolare importanza è la funzione di cutoff, che vale identicamente 1 in un determinato insieme e decade a 0 in modo liscio non appena si esce da tale insieme.

## Definizione
Una funzione di test è una funzione di variabile reale {\displaystyle f:{\mathbb {R} }^{n}\to {\mathbb {R} }} liscia a supporto compatto definita sullo spazio euclideo {\displaystyle {\mathbb {R} }^{n}}.
Lo spazio delle funzioni bump su {\displaystyle {\mathbb {R} }^{n}} è denotato con {\displaystyle C_{0}^{\infty }({\mathbb {R} }^{n})} o {\displaystyle C_{c}^{\infty }({\mathbb {R} }^{n})}.  Lo spazio duale di tale spazio munito della relativa topologia è lo spazio delle distribuzioni.

## Funzione di cutoff
Per praticità, si dà la definizione riferita all'intorno dell'origine [-1,1]; è chiaro come la costruzione può essere generalizzata per qualsiasi intervallo, componendo con opportuni diffeomorfismi tra i due insiemi.
Una funzione di cutoff è definita come una funzione {\displaystyle \xi :\mathbb {R} \to \mathbb {R} } tale che:
{\displaystyle \xi \in C^{\infty }(\mathbb {R} )\qquad \xi (x)={\begin{cases}1&{\mbox{ se }}|x|\leq 1\\0\leq \xi (x)\leq 1&{\mbox{ altrove}}\\0&{\mbox{ se }}|x|>2\end{cases}}}
È una particolare funzione liscia a supporto compatto, cioè una funzione test.

### Costruzione di una funzione di cutoff
Si possono costruire funzioni di cutoff utilizzando il metodo della convoluzione. Con più precisione, si può determinare una funzione che sia identicamente 1 su un dato insieme compatto e 0 al di fuori di un suo intorno (cioè con supporto contenuto in esso).
Se {\displaystyle K} è il compatto desiderato e {\displaystyle U} un aperto contenente {\displaystyle K}, il metodo è il seguente: si identifica un intorno compatto di {\displaystyle K} dentro {\displaystyle U} tale che sia {\displaystyle K\subset {\mbox{Int}}(V)\subset V\subset U} e si prende la funzione indicatrice {\displaystyle \chi _{V}} del compatto {\displaystyle V}. Di tale funzione si prende la convoluta con un opportuno mollificatore col supporto sufficientemente piccolo, che non intersechi cioè né {\displaystyle K} né il complementare di {\displaystyle U}: si otterrà una funzione liscia che dentro {\displaystyle K} è rimasta identicamente 1 e il cui supporto è ancora contenuto in {\displaystyle U}.

### Approssimazione di una funzione
Definendo:
{\displaystyle \xi _{n}(x)=\xi \left({\frac {x}{n}}\right)}
data una qualsiasi funzione {\displaystyle u} si può costruire una successione di funzioni:
{\displaystyle u_{n}=u\cdot \xi _{n}}
a supporto compatto che al divergere di {\displaystyle n} converge verso la funzione originaria. Con opportuna regolarità, questa convergenza potrà essere uniforme, in norma Lp, e così via.

### Funzione di troncatura
Strettamente correlata con la funzione di cutoff è un altro tipo di funzione, sul cui nome la comunità scientifica non ha ancora raggiunto il consenso (a volte essa stessa viene detta cutoff): si tratta di una applicazione che assume il valore 0 sui numeri negativi, 1 sui numeri maggiori di 1 e che vari in modo liscio nell'intervallo [0,1]. Essa viene usata ad esempio nella costruzione della partizione differenziabile dell'unità.
Essa è una funzione {\displaystyle \beta :\mathbb {R} \to \mathbb {R} } tale che:
{\displaystyle \beta \in C^{\infty }(\mathbb {R} )\qquad \beta (x)={\begin{cases}0&{\mbox{ se }}x\leq 0\\0\leq \beta (x)\leq 1&{\mbox{ altrove}}\\1&{\mbox{ se }}x\geq 1\end{cases}}}